# Лубрани, Ури
Ури Лубрани (ивр. אורי לוברני‎; 7 октября 1926, Хайфа, Палестина — 5 марта 2018, Тель-Авив) — израильский государственный деятель и дипломат, возглавлявший дипломатические миссии Израиля в Уганде, Эфиопии и Иране.

## Биография
Ури Лубрани родился в семье иммигранта из Вильны в Хайфе (подмандатная Палестина), став единственным сыном в семье. Окончил школу «Реали». Рано присоединился к еврейскому подполью, став членом «Хаганы», а затем «Пальмаха». Во время Второй мировой войны участвовал в организации нелегальной еврейской иммиграции в Палестину. По окончании войны он был направлен в Трец (южная Франция), где возглавлял тренировочный лагерь «Хаганы» для англоязычных добровольцев. После начала Войны за независимость Израиля Лубрани служил офицером разведки в 7-й бригаде, а затем в бригаде «Ифтах».
По окончании Войны за независимость Лубрани расстался с армией, перейдя на службу в министерство иностранных дел Израиля, с 1950 года занимая должность секретаря министра Моше Шарета. После учёбы в 1953—1956 годах в Лондонском университете он был назначен заместителем советника, а через год советником премьер-министра Давида Бен-Гуриона по арабским вопросам. В этой должности он в частности отвечал за налаживание отношений с израильскими друзами и обеспечение их мобилизации в Армию обороны Израиля, а также вёл переговоры с палестинскими беженцами в Ливане о компенсации за утраченное имущество. После этого Лубрани был назначен политическим советником нового премьер-министра Леви Эшколя, но, почувствовав, что новый шеф ему не доверяет в той же степени, что и предыдущие, в 1964 году подал в отставку.
С этого же года Лубрани находился на дипломатической службе, став послом Израиля в Уганде и послом без постоянного проживания в Руанде и Бурунди. После этого он провёл 5 лет на посту посла Израиля в Эфиопии. После четырёхлетнего перерыва он вернулся на службу в 1973 году по личному настоянию Голды Меир и был направлен в Иран как глава израильской дипломатической миссии (ввиду отсутствия официальных отношений не имея статуса посла). Лубрани оставался в Иране до Исламской революции. С 1983 года Лубрани представлял израильский дипломатический корпус в Ливане, в частности ведя переговоры об освобождении израильского штурмана Рона Арада. После этого премьер-министр Ицхак Шамир снова направил его в Эфиопию, теперь в ранге личного посланника. Там Лубрани работал над организацией массовой перевозки в Израиль эфиопских евреев, известной как операция «Соломон». В дальнейшем он был консультантом министра обороны по Ливану.
Лубрани умер 5 марта 2018 года в Тель-Авиве в возрасте 91 года.